# Na Mao
Na Mao là một xã cũ thuộc huyện Đại Từ, tỉnh Thái Nguyên, Việt Nam.

## Địa lý
Xã Na Mao nằm ở phía tây bắc huyện Đại Từ, có vị trí địa lý:
- Phía đông giáp xã Phú Cường
- Phía tây giáp xã Yên Lãng
- Phía nam giáp xã Phú Thịnh và xã Phú Xuyên
- Phía bắc giáp xã Phú Cường.

Xã Na Mao có diện tích 9,07 km², dân số năm 1999 là 3203 người, mật độ dân số đạt 353 người/km².
Năm 2024, sáp nhập 3,01 km² và 1.565 người của xã Na Mao vào xã Phú Xuyên, sáp nhập 6,32 km² và 2.169 người của xã Na Mao vào xã Phú Cường.

## Lịch sử
Sau năm 1975, Na Mao là một xã thuộc huyện Đại Từ.
Đến năm 2019, xã Na Mao được chia thành 14 xóm: Văn Minh, Đồng Bản, Đầm Vuông, Nam Thắng, Khuôn U, Đồi, Cầu Hoàn, Cây Lai, Cầu Bất, Ao Soi, Cây Thổ, Minh Thắng, Minh Lợi, Chính Tắc.
Ngày 23 tháng 7 năm 2019, sáp nhập hai xóm Văn Minh và Đồng Bản thành xóm Đoàn Kết, sáp nhập hai xóm Đầm Vuông và Nam Thắng thành xóm Thái Hà, sáp nhập hai xóm Đồi và Khuôn U thành xóm Khuân U, sáp nhập hai xóm Cầu Hoàn và Chính Tắc thành xóm Trung Tâm, sáp nhập xóm Cầu Bất vào xóm Cây Lai, sáp nhập xóm Cây Thổ vào xóm Ao Soi, sáp nhập xóm Minh Lợi vào xóm Minh Thắng.

## Hành chính
Xã Na Mao được chia thành 7 xóm: Ao Soi, Cây Lai, Đoàn Kết, Khuân U, Minh Thắng, Thái Hà, Trung Tâm.

## Kinh tế - xã hội
Trên địa bàn xã có tài nguyên than đá, một phần diện tích của xã thuộc khu vực khai thác của Mỏ than Núi Hồng.
Na Mao là một trong 19 xã ATK của tỉnh Thái Nguyên với những ưu tiên trong đầu tư phát triển kinh tế - xã hội.